# Messiah (Banda sonora)
Messiah, es un álbum recopilatorio de la banda estadounidense de metal industrial Fear Factory, lanzado en 1999 por Roadrunner Records. Incluye una canción de Soul of a New Machine, seis de Demanufacture, dos de Remanufacture y una de Obsolete. Es la banda sonora del videojuego Messiah.
Banda sonora de edición limitada regalada con copias seleccionadas del juego para PC Messiah, creado por Interplay.

## Lista de canciones
| N.º | Título                | Duración |  |
| 1.  | «Crash Test»          | 3:48     |  |
| 2.  | «Demanufacture»       | 4:16     |  |
| 3.  | «Self Bias Resistor»  | 5:16     |  |
| 4.  | «Zero Signal»         | 6:01     |  |
| 5.  | «New Breed»           | 2:54     |  |
| 6.  | «Flashpoint»          | 2:57     |  |
| 7.  | «H-K (Hunter-Killer)» | 5:22     |  |
| 8.  | «Remanufacture»       | 6:48     |  |
| 9.  | «Machines of Hate»    | 5:55     |  |
| 10. | «Messiah»             | 3:33     |  |